# Philipp II. Philorhomaios
Philipp II. Philorhomaios (altgriechisch Φίλιππος Φιλορωμαῖος Phílippos Philorhōmaíos; * ca. 95 v. Chr.; † ca. 56 v. Chr.), auch genannt Barypous (Βαρύπους Barýpous), war ein Sohn des Seleukidenkönigs Philipp I. Philadelphos. Sein Beiname Philorhomaios heißt übersetzt „Römerfreund“; Barypous bedeutet „Schwerfuß“.
Philipp II. konnte sich nach dem Tod seines Vaters in Teilen Kilikiens gegen Tigranes II. halten. Als dessen Reich zusammenbrach, konnte Philipp zunächst mit arabischer Hilfe Syrien zurückgewinnen und sich gegen Antiochos XIII. und Seleukos VII. behaupten, wurde aber von Gnaeus Pompeius Magnus verjagt. Er konkurrierte mit Antiochos XIII. um die Gunst des römischen Generals, aber Pompeius lehnte beide ab. Er ließ Antiochos XIII. 64 v. Chr. töten.
Philipp zog sich wieder nach Kilikien zurück. Ca. 56 v. Chr. warb er um die Hand der ägyptischen Königin Berenike IV. und somit um den ägyptischen Thron, scheiterte aber am römischen Einspruch und wurde auf Befehl des syrischen Statthalters Aulus Gabinius ermordet.
Philipp war der letzte König der Seleukiden, die einst die mächtigsten Regenten der hellenistischen Welt waren.